# تیپ ۲۸۱ زرهی بیستون
تیپ ۲۸۱ زرهی بیستون از تیپ‌های زرهی نیروی زمینی ارتش جمهوری اسلامی ایران و زیرمجموعه لشکر ۸۱ زرهی کرمانشاه است، که پادگان و ستاد فرماندهی آن در شهر بیستون، استان کرمانشاه مستقر می‌باشد. تیپ ۲۸۱ زرهی بیستون در خلال جنگ ایران و عراق، از یگان‌های عمل‌کننده ارتش جمهوری اسلامی ایران و تحت امر لشکر ۸۱ زرهی کرمانشاه بود. هم‌اکنون سرهنگ غلامرضا اسماعیل‌زاده فرماندهی تیپ ۲۸۱ زرهی بیستون را برعهده دارد.